# Butyń
Butyń (ukr. Бутин, Butyn) – wieś na Ukrainie, w obwodzie tarnopolskim, w rejonie krzemienieckim.
Leży nad rzeką Horyń, na północ od wsi Zwiniacze, na południe od Myszkowiec.
W II Rzeczypospolitej wieś należała do gminy wiejskiej Wiśniowiec w powiecie krzemienieckim, w województwie wołyńskim.
Do 2020 w rejonie zbaraskim.